# Sally Dworsky
Sally Dworsky (* 13. Juli 1964 in Saint Paul (Minnesota)) ist eine amerikanische Singer-Songwriterin und Playback-Sängerin in Animationsfilmen. Neben ihrer Soloarbeit und als Co-Frontfrau der Rock-Band Uma war Dworsky die Gesangsstimme der Hauptfiguren in Animationsfilmen wie Der König der Löwen und Der Prinz von Ägypten, die beide mit dem Oscar für den besten Originalsong ausgezeichnet wurden, sowie in Shrek – Der tollkühne Held. Daneben wirkte sie bei Studioaufnahmen und Konzerten von R.E.M., Peter Gabriel, Bonnie Raitt, Neil Diamond mit.

## Jugend
Dworsky wurde als Tochter von Robert und Shirley Dworsky geboren und wuchs in Saint Paul (Minnesota) auf. Sie hat eine Schwester, die Rabbinerin Susan Dworsky, und zwei Brüder, den Pianisten Richard Dworsky sowie Alan Dworsky, einen ehemaligen Anwalt, der zum Schlagzeuger und Autor wurde.

## Karriere
In Minnesota war sie Mitglied der Bands Moore by Four und Players. Bei Moore by Four wurde ihre Stimme als „funkelnd“ beschrieben, „einzeln wunderbar – zusammen [mit den Bandmitgliedern] sind sie Dynamit“. Sie trat auch am Mixed Blood Theatre in Minneapolis in Hauptrollen von Musicals auf.
Nach ihrem Umzug nach Kalifornien, wo sie eine Hauptrolle in der Los Angeles-Produktion von Les Misérables übernahm, tourte sie als Backgroundsängerin mit Don Henley und wurde von einem Rezensenten für ein „starkes Solo“ in Henleys Song „Sunset Grill“ gelobt. Sie sang auch Backgroundgesang im Studio und auf der Bühne für Künstler wie R.E.M., Peter Gabriel, Bonnie Raitt, Shelby Lynne, Teddy Thompson, Rodney Crowell, Midge Ure, Ringo Starr.
In den 1990er Jahren begann sie in Filmen zu singen, unter anderem in Hauptrollen in König der Löwen, Der Prinz von Ägypten und Shrek. Als Gesangsstimme von Nala in König der Löwen sang sie einen Teil von Can You Feel the Love Tonight, das 1995 den Oscar für den besten Song gewann. Einer der Songs, die sie für Der Prinz von Ägypten (in der Rolle der Miriam) aufnahm, war When You Believe (im Duett mit Michelle Pfeiffer), der 1999 den Oscar für den besten Song gewann. Ein Kritiker schrieb über das Lied, das auch von Mariah Carey und Whitney Houston aufgenommen und veröffentlicht wurde: „Die Filmversion des Liedes wird Sie auf eine ganz und gar gute Art bewegen … die Sängerinnen Sally Dworsky und Michelle Pfeiffer vermitteln die Hoffnung und das Erstaunen, das jeder lebende Hebräer empfunden haben muss, als er die Emanzipationsverkündung des Pharaos hörte“.
In den frühen 1990er Jahren gab sie ihre ersten Soloauftritte in der Metropolregion Minneapolis–Saint Paul und in Los Angeles 1995 veröffentlichte sie eine Solo-EP mit dem Titel Habit Trail, die von Jay Joyce produziert wurde. 1996 trat Dworsky trat gemeinsam mit ihrem Bruder Richard in der Radioshow A Prairie Home Companion auf.
Dworsky schloss sich der Gruppe Uma von Chris Hickey und Andy Kamman an, die einen Plattenvertrag mit dem Label Refuge des Produzenten Don Gehman, einer Tochtergesellschaft von MCA schlossen. Sie veröffentlichten 1997 das Album Fare Well und tourten durch die USA und Kanada mit Künstlern wie Jonatha Brooke und Chris Whitley. Zusammen mit ihrem Bruder Richard Dworsky veröffentlichte Dworsky 2006 das Cover-Album Start It All Over Again. 2008 folgte Boxes, ein Album mit eigenen Songs. Seitdem hat sie zwei Singles veröffentlicht, Same Room im Jahr 2018 und This Day im Jahr 2020, beide produziert von Marshall Vore.

## Privatleben
Dworsky ist mit dem Singer-Songwriter Chris Hickey verheiratet. Sie haben zweieiige Zwillinge, Lila und den Singer-Songwriter Charlie Hickey (geb. 1999).

## Diskografie

### Soundtracks
- The Lion King: Original Motion Picture Soundtrack – Walt Disney Records (1994)
- The Prince Of Egypt Soundtrack – DreamWorks (1998)
- Disney's Greatest Vol. 3 – Walt Disney Records (2003)
- Disney Princess: The Ultimate Song Collection – Walt Disney Records (2004)
- The Magic of Disney – Walt Disney Records (2009)
- Best of the Lion King – Walt Disney Records (2011)
- Walt Disney Records The Legacy Collection: The Lion King – Walt Disney Records (2011)

### Solo
- Habit Trail – Sally Dworsky (1996)
- Start It All Over Again – Sally Dworsky and Richard Dworsky (2006)
- Boxes – Sally Dworsky (2008)
- Same Room – Sally Dworsky (2018)
- This Day – Sally Dworsky (2020)

### Uma
- Fare Well – Uma (Chris Hickey, Sally Dworsky, Andy Kamman) (1997)[23]

## Film und Fernsehen
- 1989 – Joy Stick Heroes (The Wizard) – Song „I Found My Way“
- 1992 – Liebe und Eis (The Cutting Edge) – Song „Turning Circles“
- 1994 – Der König der Löwen (The Lion King) – Nala (Gesangsstimme)[24][25]
- 1997 – Am Ende der Gewalt (The End of Violence) – Songschreiberin von „Bad News“, gesungen von Eels
- 1998 – Mulan – Junge Braut (Gesangsstimme)
- 1998 – Der Prinz von Ägypten (The Prince of Egypt) – Miriam (Gesangsstimme)[26]
- 2001 – Shrek – Der tollkühne Held (Shrek) – Prinzessin Fiona (Gesangsstimme)
- 2014 – A to Z (Fernsehserie, Folge 4) – Song „There Will Be a Light“
- 2018 – Transparent (Fernsehserie), 1 Folge
- 2022 – The Patient (Fernsehserie), 1 Folge

## Auszeichnungen
- 1996, 1997 – ASCAP-Preisträgerin für die meistgespielten Songs mit „That's as Close as I'll Get to Loving You“, das sie zusammen mit Jefferson und Jan Leyers geschrieben hatte.[27][28]